# Rally Cataluña de 1978
El Rally Cataluña de 1978, oficialmente 14.º Rally Cataluña-9.º Rally de las Cavas Trofeo Segura Viudas, fue la decimocuarta edición y la decimotercera ronda de la temporada 1978 del Campeonato de España de Rally. Se celebró del 18 al 19 de noviembre y contó con un itinerario de veintidós tramos que sumaban un total de 200 km cronometrados. Un total de 84 equipos se inscribieron en la prueba con la presencia destacada de Antonio Zanini, líder del campeonato de España; Jorge de Bagration segundo clasificado; Pío Alonso tercero que venía de ganar en el Rally 2000 Virajes y se acercaba a la segunda plaza; Marc Etchebers, Beny Fernández, Claudi Caba, Carles Santacreu, Fernando Lezama, Genito Ortiz y Salvador Serviá.
La primera etapa de la prueba empezó a las cuatro de la tarde del día 18 y contó con siete especiales donde tomaron la salida setenta y ocho equipos desde la heredad de Segura Viudas. Marc Etchebers fue el más rápido en el primer tramo pero luego Zanini se adjudicó los seis restantes posicionándose en cabeza con ventaja. Su compañero de equipo Beny Fernández aguantaba en la segunda plaza, el único que le seguía el ritmo mientras que la tercera posición estuvo inicialmente peleada por dos pilotos: Bagration y Pío Alonso. El primero cedió mucho tiempo en el tercer tramo por lo que cayó a la quinta plaza por detrás de Etchebers. Más atrás en la clasificación general rodaba ya con menos opciones nombres como Serviá, Caba u Ortiz. En la cuarta especial Bagration recuperó tiempo y luego se vio beneficiado por un pinchazo de Alonso que le hacía perder casi un minuto. Para colmo una penalización por llegar tarde a un control horario le añadía dos minutos más a su tiempo y con eso las posibilidades de mantenerse en el podio se vinieron abajo. Por roturas o problemas mecánicos se encontraban ya fuera de carrera: Lezama, Santacreu y Ballesteros, este último que perdía toda opción de adjudicarse el desafío Simca. En el grupo 1 lideraba Sallent con Opel Kadett y Bayó en el grupo 2 con un SEAT 124-1800.
En la segunda y tercera etapa Zanini continuó siendo el más rápido en todos los tramos y cruzando la meta final con una ventaja de casi dos minutos y medio sobre su compañero de equipo. Zanini sumaba así su tercera victoria particular en el Rally Cataluña, hecho que ningún otro piloto había logrado hasta ese año. Beny Fernández se mantuvo regular y aseguró sin problemas la segunda plaza toda la prueba. Pío Alonso abandonó por decisión de su jefe de equipo Estanislao Reverter que prefirió ir a por el subcampeonato en la última prueba. De esta manera la tercera plaza la disputaron Bagration y Etchebers saliendo ganador el primero. En quinta posición y muy cerca del francés finalizaba Ortiz que se vio beneficiado por el abandono de Caba y los problemas de Serviá, primero con el embrague, luego el alternador y por último un doble pinchazo que lo obligó a retirarse. Sexto fue Joan Bayó que venció en el grupo 2 y séptimo Sallent que hizo lo mismo en el grupo 1 pero con mayor competencia. En décima posición terminó Alfonso Marcos posición que le valía para proclamarse campeón de España en esta categoría y en Fabricación Nacional.

## Itinerario
| Día     | Tramo | Nombre              | Distancia | Ganador        | Tiempo | Líder          |
| ------- | ----- | ------------------- | --------- | -------------- | ------ | -------------- |
| Etapa 1 | TC1   | La Llacuna          | 12,7 km   | Marc Etchebers | 7:05   | Marc Etchebers |
| Etapa 1 | TC2   | Roques Altes        | 9,3 km    | Antonio Zanini | 5:48   | Antonio Zanini |
| Etapa 1 | TC3   | Alcover-Capafons    | 21,4 km   | Antonio Zanini | 14:36  | Antonio Zanini |
| Etapa 1 | TC4   | Prades              | 9,8 km    | Antonio Zanini | 6:47   | Antonio Zanini |
| Etapa 1 | TC5   | La Cartoixa         | 9,3 km    | Antonio Zanini | 6:48   | Antonio Zanini |
| Etapa 1 | TC6   | Gratallops-Falset   | 8,8 km    | Antonio Zanini | 6:31   | Antonio Zanini |
| Etapa 1 | TC7   | Coll de Jou         | 7 km      | Antonio Zanini | 5:14   | Antonio Zanini |
| Etapa 2 | TC8   | Riudecanyes Teixeta | 11,4 km   | Antonio Zanini | 8:44   | Antonio Zanini |
| Etapa 2 | TC9   | La Mussara          | 10,4 km   | Antonio Zanini | 7:36   | Antonio Zanini |
| Etapa 2 | TC10  | La Cartoixa         | 9,3 km    | Antonio Zanini | 6:49   | Antonio Zanini |
| Etapa 2 | TC11  | La Figuera          | 6 km      | Antonio Zanini | 3:57   | Antonio Zanini |
| Etapa 2 | TC12  | Gratallops-Falset   | 8,8 km    | Antonio Zanini | 6:31   | Antonio Zanini |
| Etapa 2 | TC13  | Porrera-Falset      | 8 km      | Antonio Zanini | 6:19   | Antonio Zanini |
| Etapa 2 | TC14  | Coll de Jou         | 7 km      | Antonio Zanini | 5:16   | Antonio Zanini |
| Etapa 3 | TC15  | Riudecanyes Teixeta | 11,4 km   | Antonio Zanini | 8:55   | Antonio Zanini |
| Etapa 3 | TC16  | La Mussara          | 10,4 km   | Antonio Zanini | 7:49   | Antonio Zanini |
| Etapa 3 | TC17  | La Cartoixa         | 9,3 km    | Antonio Zanini | 7:11   | Antonio Zanini |
| Etapa 3 | TC18  | La Figuera          | 6 km      | Antonio Zanini | 4:05   | Antonio Zanini |
| Etapa 3 | TC19  | Gratallops-Falset   | 8,8 km    | Antonio Zanini | 6:53   | Antonio Zanini |
| Etapa 3 | TC20  | Porrera-Falset      | 8 km      | Antonio Zanini | 6:26   | Antonio Zanini |
| Etapa 3 | TC21  | Coll de Jou         | 7 km      | Antonio Zanini | 5:28   | Antonio Zanini |

## Clasificación final
| Pos. | Piloto              | Copiloto                   | Automóvil           | Tiempo  | Diferencia |
| ---- | ------------------- | -------------------------- | ------------------- | ------- | ---------- |
| 1.   | Antonio Zanini      | Juan José Petisco          | Fiat 131 Abarth     | 2:24:51 | 0.0        |
| 2.   | Beny Fernández      | Jordi Sabater              | Fiat 131 Abarth     | 2:27:17 | +2:26      |
| 3.   | Jorge de Bagration  | Nuria Llopis               | Lancia Stratos HF   | 2:28:58 | +4:07      |
| 4.   | Marc Etchebers      | Marie-Chrisine Etchebers   | Porsche 911 Carrera | 2:31:08 | +6:17      |
| 5.   | Genito Ortiz        | María Jesús Cabal          | Chrysler 180        | 2:31:47 | +6:56      |
| 6.   | Joan Bayó           | Juan Manuel Molina         | SEAT 124-1800       | 2:41:42 | +16:51     |
| 7.   | José Luis Sallent   | Francisco Xavier Casanovas | Opel Kadett GT/E    | 2:43:01 | +18:10     |
| 8.   | Juan Ignacio Canela | Raymond Blancafort         | Volkswagen Golf GTi | 2:45:31 | +20:40     |
| 9.   | Agustín Torelló     | Francesc Junoy             | Opel Kadett GT/E    | 2:46:23 | +21:32     |
| 10.  | Alfonso Marcos      | Antonio Altarriba          | SEAT 124-1800       | 2:47:47 | +22:56     |